# Пояна-Лакулуй (комуна)
Пояна-Лакулуй (рум. Poiana Lacului) — комуна у повіті Арджеш в Румунії. До складу комуни входять такі села (дані про населення за 2002 рік):
- Гелецяну (147 осіб)
- Гердінешть (239 осіб)
- Гилчешть (193 особи)
- Дялу-Віїлор (459 осіб)
- Дялу-Орашулуй (333 особи)
- Дінкулешть (395 осіб)
- Кетунаші (335 осіб)
- Метофу (379 осіб)
- Педурою-дін-Вале (808 осіб)
- Педурою-дін-Дял (900 осіб)
- Пояна-Лакулуй (1723 особи)
- Семара (595 осіб)
- Чепарі (275 осіб)

Комуна розташована на відстані 114 км на захід від Бухареста, 11 км на південний захід від Пітешть, 90 км на північний схід від Крайови, 116 км на південний захід від Брашова.

## Населення
За даними перепису населення 2002 року у комуні проживала 6781 особа. Усі жителі комуни рідною мовою назвали румунську.
Національний склад населення комуни:
| Національність | Кількість осіб | Відсоток |
| -------------- | -------------- | -------- |
| румуни         | 6768           | 99,8%    |
| цигани         | 13             | 0,2%     |

Склад населення комуни за віросповіданням:
| Релігія       | Кількість осіб | Відсоток |
| ------------- | -------------- | -------- |
| православні   | 6716           | 99,0%    |
| лютерани      | 34             | 0,5%     |
| адвентисти    | 8              | 0,1%     |
| бретрени      | 8              | 0,1%     |
| реформати     | 5              | 0,1%     |
| п'ятдесятники | 5              | 0,1%     |
| не релігійні  | 4              | 0,1%     |
| римо-католики | 1              | < 0,1%   |